# Riffelfirn

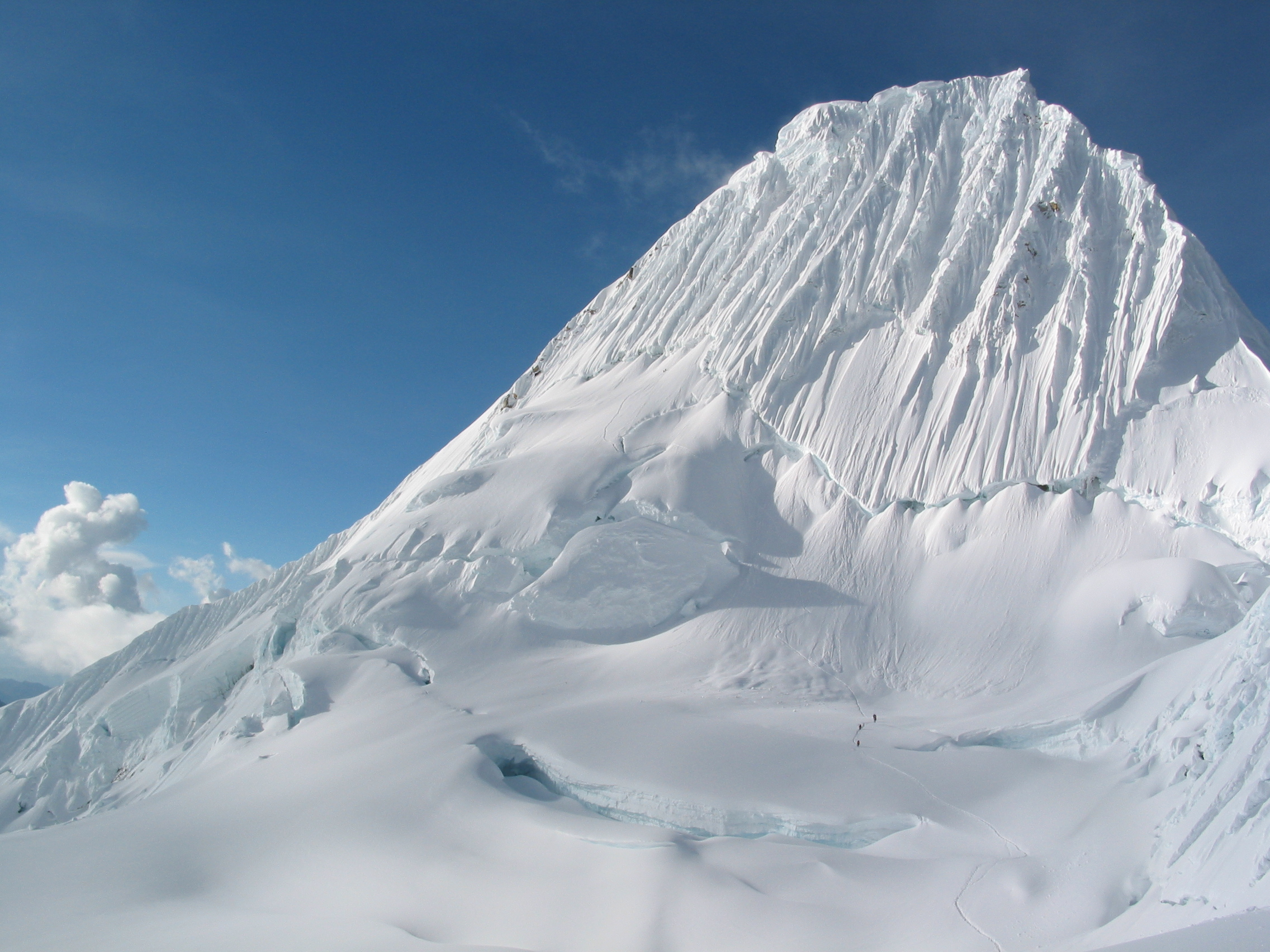
Riffelfirn in der Südwestwand des Alpamayo

Als Riffelfirn (auch Rillenfirn, engl. Fluted Snow) bezeichnet man Schnee und Firn in sehr steilen Hängen, der auffällige, regelmäßige Rillen in Richtung der Falllinie aufweist. Typischerweise ist solcher Riffelfirn in den Steilhängen der Akkumulationsgebiete tropischer und subtropischer Gletscher im Himalaya und in den Anden zu finden. Zu den bekanntesten Bergen mit Riffelfirn zählen der Alpamayo in den Anden sowie die Ama Dablam im Himalaya. Aber auch in den Flanken eines Grats des Denali ist Riffelfirn zu finden.
Als Ursache der Bildung solcher Strukturen vermutet man ein Zusammenwirken von Ablagerungen von Raureif auf den Kanten und Erosion in den Rillen durch abgehende Lawinen. Feuchte Luftmassen, wie sie in den Tropen und Subtropen häufig vorkommen, könnten dabei eine Rolle spielen.